# Metopeurum matricariae
Metopeurum matricariae är en insektsart. Metopeurum matricariae ingår i släktet Metopeurum och familjen långrörsbladlöss. Inga underarter finns listade i Catalogue of Life.